# Шомэ, Шарль
Шарль Шоммэ (? — 1680 г.) — французский писатель и историограф, уроженец Нормандии.
Никаких биографических подробностей, включая дату рождения, о нём неизвестно: предполагается, что он был служителем церкви, так как в одном из писем просил у кардинала Барбелини отправить его на лечение в Гамель в Нормандии. По некоторым данным, был какое-то время аббатом в Эвру и примерно с 1665 года считался одним из ведущих и наиболее уважаемых историографов Франции.
Главные работы: «Abrégé de l’histoire de France» (1636); «Nouveau monde ou l’Amérique chrétienne» (1663); «Tableaux de l’Europe, Asie, Afrique et Amérique» (1664). Его перу также принадлежит трагедия «La mort de Pompée: tragédie» (1638).